# Buchanania nitida
Buchanania nitida är en sumakväxtart som beskrevs av Adolf Engler. Buchanania nitida ingår i släktet Buchanania och familjen sumakväxter. Inga underarter finns listade i Catalogue of Life.